# 漢諾威鎮區 (伊利諾伊州喬戴維斯縣)
漢諾威鎮區（英語：Hanover Township）是位於美國伊利諾伊州喬戴維斯縣的一個行政鎮區。

## 地方資料
根據2010年美國人口普查的數據，漢諾威鎮區的面積為147.30平方千米，當中陸地面積為135.00平方千米，而水域面積為12.30平方千米。當地共有人口1142人，而人口密度為每平方千米7.75人。